# 马林街道
马林街道，是中华人民共和国内蒙古自治区赤峰市元宝山区下辖的一个乡镇级行政单位。

## 行政区划
马林街道下辖以下地区：
马林社区、林山社区和红庙社区。